# Volo Air Transport International 782
Il Volo Air Transport International 782 era un volo cargo dall'Aeroporto Internazionale di Kansas City nel Missouri all'Aeroporto Metropolitano di Westover a Springfield, Massachusetts, utilizzando un Douglas DC-8-63 con uno dei suoi 4 motori non funzionante. Il 16 febbraio 1995 l'aereo non riuscì a decollare da Kansas City, uscì di pista e si schiantò. Tutti e tre i membri dell'equipaggio di volo, gli unici occupanti a bordo, sono rimasti uccisi.
Si ritiene che la causa sia stata un addestramento improprio, che ha portato l'equipaggio a non comprendere la procedura di decollo a tre motori. Inoltre, la supervisione delle norme sul riposo da parte della Federal Aviation Agency (FAA) e della compagnia aerea erano entrambe scadenti.

## Velivolo ed equipaggio
L'aereo coinvolto nell'incidente era un McDonnell Douglas DC-8-63F (immatricolazione N782AL, numero di serie 45929) ed era il 367º DC-8 costruito. In precedenza era stato di proprietà di Canadian Pacific Air Lines, Flying Tiger Line, Worldways Canada, che lo noleggiarono a Icelandair e Air Algérie nel 1985. Nel 1990 l'aereo fu acquistato da Aerolease Financial Group e convertito in un cargo. L'aereo fu poi affittato alla Burlington Air Express e poi, nel 1994, alla Air Transport International (ATI). Al momento dell'incidente l'aereo aveva effettuato 77.096 ore di volo con 22.404 cicli di decollo e atterraggio.
Il capitano era il 48enne Walter Miga, Sr., che era stato assunto dall'ATI nel 1994 e aveva 9.711 ore di esperienza di volo, di cui aveva completato 4.483 ore sul DC-8. Ha avuto precedenti esperienze di volo su aerei per Trans Air Link e Fine Air.
Il primo ufficiale era Mark Ulmer, 38 anni, che era in libertà vigilata presso l'ATI e stava seguendo l'addestramento per il DC-8, ma non aveva ricevuto l'abilitazione per quell'aereo al momento dell'incidente. Aveva solo 171 ore sul DC-8 ma in totale aveva 4.261 ore di volo.
L'ingegnere di volo era il 48enne Kerry Hardy, un ex ingegnere di volo del C-141B dell'aeronautica degli Stati Uniti che aveva 4.460 ore di esperienza di volo, di cui solo 218 sul DC-8. Anche lui era in libertà vigilata al momento dell'incidente.

## L'incidente

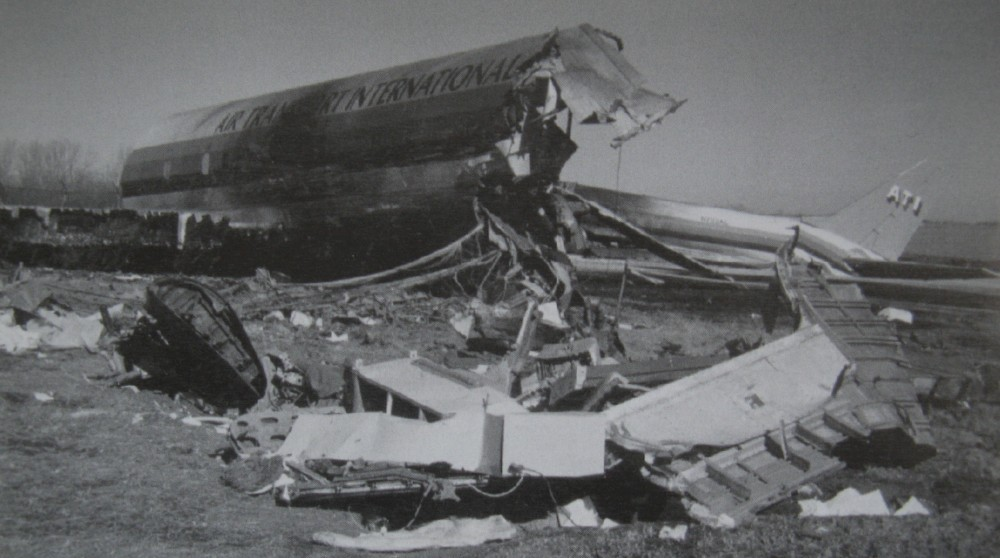
Relitto dell'N782AL

Il giorno dell'incidente, l'N782AL è atterrato all'aeroporto di Kansas City dopo un volo cargo di linea da Denver, in Colorado. L'aereo fu caricato con nuovo carico e preparato per un volo per Toledo, Ohio. Il volo doveva essere operato da un altro equipaggio, ma non sono stati in grado di avviare il motore numero uno (esterno sinistro). Gli addetti alla manutenzione hanno esaminato il motore e hanno scoperto che il suo rapporto di trasmissione non funzionava. Non è stato possibile eseguire la riparazione sul posto, quindi ATI ha deciso che l'aereo avrebbe effettuato un volo cargo per l'aeroporto metropolitano di Westover (CEF) a Chicopee, Massachusetts per le riparazioni. Un altro ATI DC-8-63F con registrazione N788AL, trasportato dall'equipaggio dell'incidente, è arrivato dalla Germania via Dover, nel Delaware. Il carico e l'equipaggio originale dell'N782AL furono trasferiti sull'N788AL e l'equipaggio dell'incidente fu assegnato al volo cargo.

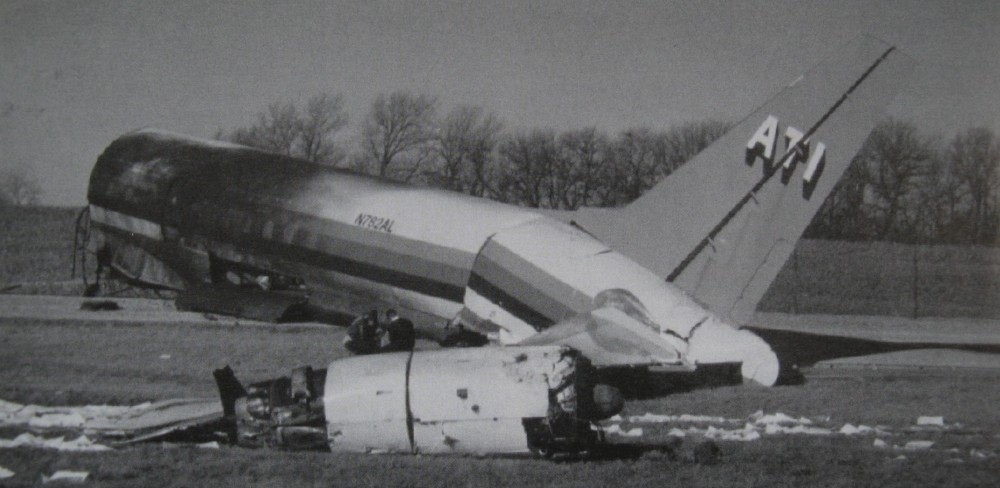
Vista della parte posteriore di N782AL

Durante l'avvio del motore, l'N782AL ha riscontrato problemi al motore per la seconda volta. Il motore numero 4 (esterno destro) inizialmente non è riuscito ad avviarsi perché il suo interruttore di accensione è stato accidentalmente lasciato aperto. L'interruttore è stato chiuso e l'equipaggio ha iniziato ad avviare il n. 4. di nuovo il motore, anche se questa volta un membro dell'equipaggio di terra ha detto all'equipaggio di volo che il motore stava emettendo fumo e l'equipaggio ha spento il motore. L'equipaggio ha quindi seguito il ciclo di lavoro iniziale e ha avviato il n. 2 motore. L'equipaggio ha quindi avviato il motore n. 4 per la terza volta, questa volta senza incidenti.
Alle 20:20 ora locale, il volo 782 ha iniziato la sua prima corsa di decollo dalla pista 01L. Secondo il registratore vocale della cabina di pilotaggio (CVR), il decollo è apparso normale. Alle 20:20:23, il primo ufficiale Ulmer gridò "cento nodi", solo per il capitano Miga che un secondo dopo disse: "ah [imprecazione]. Interrompi". Il decollo è stato interrotto e l'aereo è uscito dalla pista. Il controllore della torre ha ordinato al volo di tornare alla frequenza di controllo a terra e ha chiesto all'equipaggio se avevano bisogno di assistenza, ma l'equipaggio ha rifiutato. Miga ha detto all'equipaggio che aveva problemi a mantenere il controllo direzionale dell'aereo durante il decollo, dicendo: "[il muso] si è alzato troppo velocemente, ecco cosa ha fatto". Alle 20:21 l'equipaggio di volo ha deciso di tentare un secondo decollo.
Alle 20:27, il volo 782 iniziò il suo secondo tentativo di decollo. Dopo aver percorso 980 m (3.220 piedi) lungo la pista, l'aereo ha iniziato a virare verso sinistra. A 3.810 piedi (1.160 m), l'aereo ha ruotato prematuramente e si è verificato un tailstrike, con la coda che ha raschiato la pista per 820 piedi (250 m). Dopo aver utilizzato 5.200 piedi (1.600 m) di pista, il DC-8 finalmente prese il volo, solo per salire a 98 piedi (30 m). L'aereo ha poi virato a sinistra, è entrato in uno stallo e si è schiantato al suolo. L'aereo slittò e si spezzò, con i rottami che si fermarono dopo 7.500 piedi (2.300 m). I tre membri dell'equipaggio di volo sono rimasti uccisi.

## Le indagini
Il National Transportation Safety Board (NTSB) ha avviato un'indagine sullo schianto del volo 782. L'NTSB ha notato diversi eventi durante l'addestramento del capitano Miga presso l'American International Airways e l'ATI. Un capitano di addestramento ha scritto in un diario di bordo che Miga "sarebbe un buon capitano." Tuttavia, un altro ha affermato che Miga "non ha mostrato la sicurezza e l'autorità di comando necessarie per funzionare come pilota al comando. Non consiglio che venga considerato per un aggiornamento in questo momento."
Un altro capitano di controllo ha notato che Miga aveva un buon controllo degli aerei e un controllo incrociato degli strumenti, ma ha anche raccomandato che Miga effettuasse solo voli nazionali. Nonostante la raccomandazione, Miga continuò a volare voli internazionali, con un osservatore che fornì commenti positivi durante un volo per la Germania il 14 febbraio 1995, due giorni prima dell'incidente. Anche se il suo addestramento al simulatore su voli in traghetto a tre motori è stato giudicato "soddisfacente" e aveva effettuato due precedenti voli in traghetto a tre motori come primo ufficiale, il volo 782 è stato il primo volo cargo a tre motori di Miga come capitano.
Il primo ufficiale Ulmer aveva fallito tre controlli di volo nel 1989, 1992 e 1993 e aveva ricevuto tre avvisi di disapprovazione dalla Federal Aviation Administration (FAA). In tutte e tre le occasioni Ulmer subì una riqualificazione e morì una seconda volta.
L'ingegnere di volo Hardy aveva inserito una velocità minima di controllo errata di 107 nodi (123 mph; 198 km/h) invece dei richiesti 116 nodi (133 mph; 215 km/h) utilizzando i Gradi Fahrenheit anziché i Gradi Celsius. Inoltre, il capitano e il primo ufficiale non hanno verificato le velocità come richiesto.
L'NTSB ha stabilito che l'incidente è stato causato dalla violazione delle procedure operative standard da parte dell'equipaggio di volo, che ha deciso in modo inappropriato di continuare il decollo quando l'aereo era al di sotto della velocità di rotazione calcolata. L'ATI aveva fornito una formazione inadeguata, che li aveva portati a non comprendere la procedura di decollo a tre motori. La compagnia aerea aveva anche fornito un riposo inadeguato, con conseguente affaticamento dell'equipaggio di volo al momento dell'incidente, sebbene l'NTSB non potesse concludere se avesse peggiorato le loro prestazioni. Inoltre, la supervisione delle norme sul riposo da parte della FAA e della compagnia aerea erano entrambe scadenti.

## Cultura di massa
L'incidente sarà oggetto di una puntata della serie di documentari canadesi Indagini ad alta quota della stagione 24.

## Incidenti simili
- Volo Airborne Express 827, un altro DC-8 che si schiantò durante un volo non di linea un anno dopo.
- Volo MK Airlines 1602, un altro incidente causato da calcoli errati della velocità e rotazione prematura dell'aereo.